# Madison (Alabama)
Madison és una ciutat del Comtat de Madison (Alabama) als Estats Units d'Amèrica.

## Demografia
Segons el cens del 2006 tenia 36.824 habitants.
Segons el cens del 2000, Madison tenia 29.329 habitants, 11.143 habitatges, i 8.067 famílies. La densitat de població era de 488,9 habitants/km².
Dels 11.143 habitatges en un 42,5% hi vivien nens de menys de 18 anys, en un 60,1% hi vivien parelles casades, en un 9,6% dones solteres, i en un 27,6% no eren unitats familiars. En el 23,9% dels habitatges hi vivien persones soles el 3,4% de les quals corresponia a persones de 65 anys o més que vivien soles. El nombre mitjà de persones vivint en cada habitatge era de 2,61 i el nombre mitjà de persones que vivien en cada família era de 3,13.
Per edats la població es repartia de la següent manera: un 30,3% tenia menys de 18 anys, un 6,8% entre 18 i 24, un 35,8% entre 25 i 44, un 21,6% de 45 a 60 i un 5,5% 65 anys o més.
L'edat mediana era de 34 anys. Per cada 100 dones hi havia 97,5 homes. Per cada 100 dones de 18 o més anys hi havia 94,5 homes.
La renda mediana per habitatge era de 63.849 $ i la renda mediana per família de 74.532 $. Els homes tenien una renda mediana de 57.216 $ mentre que les dones 32.316 $. La renda per capita de la població era de 27.821 $. Aproximadament el 4,4% de les famílies i el 5,8% de la població estaven per davall del llindar de pobresa.